# Georg Altdorfer
Georg Altdorfer (* 1437 in Landshut; † 2. Mai 1495 in Salzburg) war 1477–1495 Bischof von Chiemsee.

## Leben
Georgs Vater war der Landshuter Ratsherr Hans Altdorfer. Georg studierte ab 1446 in Wien und danach ab 1452 in Bologna, wo er am 29. Juni 1456 zum Dr. iur. can. promoviert wurde. Als Präbende wurde ihm die Propstei Traberg übertragen. 1476 stieg er zum Salzburger Kanzler auf und erhielt im selben Jahr die Pfarrei Laufen, auf die er zwei Jahre später verzichtete. 1484 tauscht er Schlosses zu Altdorf, den "Hof genannt Ganspuhel gelegen bei dem Hellein" vom Domkapitel Salzburg gegen einen Hof in Bergheim ein. Das östlich von Hallein im Land Salzburg gelegene Jagdhaus erhielt später den Namen Schloss Paur. Hier lebte für einige Jahre der Neffe von Georg Altdorfer, der Regensburger Renaissancemaler und Hauptvertreter der Donauschule Albrecht Altdorfer.
Nach dem Tod des Chiemseer Bischofs Bernhard von Kraiburg ernannte der Salzburger Erzbischof Bernhard von Rohr am 27. Oktober 1477 Georg Altdorfer zu dessen Nachfolger. Die Bischofsweihe erfolgte am 1. März 1478. Im ersten Jahr seines Bischofsamtes musste er mit dem Salzburger Dompropst einen Streit austragen, bei dem es um die Stellung der Salzburger Suffraganbischöfe vor dem Dompropst ging. Da er das besondere Vertrauen des Erzbischofs Rohr genoss, begleitete er diesen 1478 nach Freising und 1479 nach Landshut, wo über die Abwendung der Türkengefahr beraten wurde. Ebenfalls 1478 begleitete er Bernhard von Rohr nach Graz, wo mit König Friedrich III. Gespräche stattfanden, die zum Rücktritt des Erzbischofs Rohr führten. Da eine Resignation nur mit Zustimmung des Landtages möglich war, wurde der Erzbischof von Georg Altdorfer und anderen Begleitern getadelt. Nachdem Rohr den Rücktritt bald zurückgezogen hatte, kam es zu weiteren Auseinandersetzungen mit Friedrich III., die von Georg Altdorfer in Wiener Verhandlungen geschlichtet wurden. Nachdem Rohr nun endgültig zurücktrat, leistete der vom Papst bestellte Administrator Johann III. Beckenschlager am 25. März 1485 vor Georg Altdorfer den Gehorsamseid. Da sich Beckenschlager kurze Zeit später über das Domkapitel beklagte, wurde Georg Altdorfer zusammen mit dem Augsburger Bischof vom Papst beauftragt, das Domkapitel zu visitieren. Da dieses 1487 trotzdem Dompropst Christoph Ebran von Wildenberg zum Gegen-Erzbischof gewählt hatte, handelte eine Delegation Beckenschlagers, zu der auch Georg Altdorfer gehörte, mit Herzog Georg von Bayern-Landshut einen Frieden aus.
Auf dem Frankfurter Reichstag 1489 protestierte Georg Altdorfer gegen die Einreihung unter die Reichsfürsten und wurde deshalb von den Reichsabgaben befreit. 1490 weihte er den neu gewählten Salzburger Erzbischof Friedrich V. von Schaunberg. Zusammen mit diesem nahm er ebenfalls 1490 am Provinzialkonzil in Mühldorf am Inn teil. Vermutlich 1491 erlangte er ein Kanonikat in Freising und später das Archidiakonat von Gmünd in Oberkärnten. Am 8. Februar 1495 weihte er den Erzbischof Sigmund II. von Hollenegg. Kurze Zeit später erlitt er auf der Reise zum Wormser Reichstag auf der Saalachbrücke bei Salzburg einen Schlaganfall. Nach seinem Tod am 2. Mai 1495 wurde er in der Altdorferkapelle der Landshuter St.-Martins-Kirche beigesetzt. Das Grabdenkmal aus Rotmarmor schuf der Augsburger Bildhauer Hanns Peurlin der Mittlere.